# Oudestadsraadhuis van Gdańsk

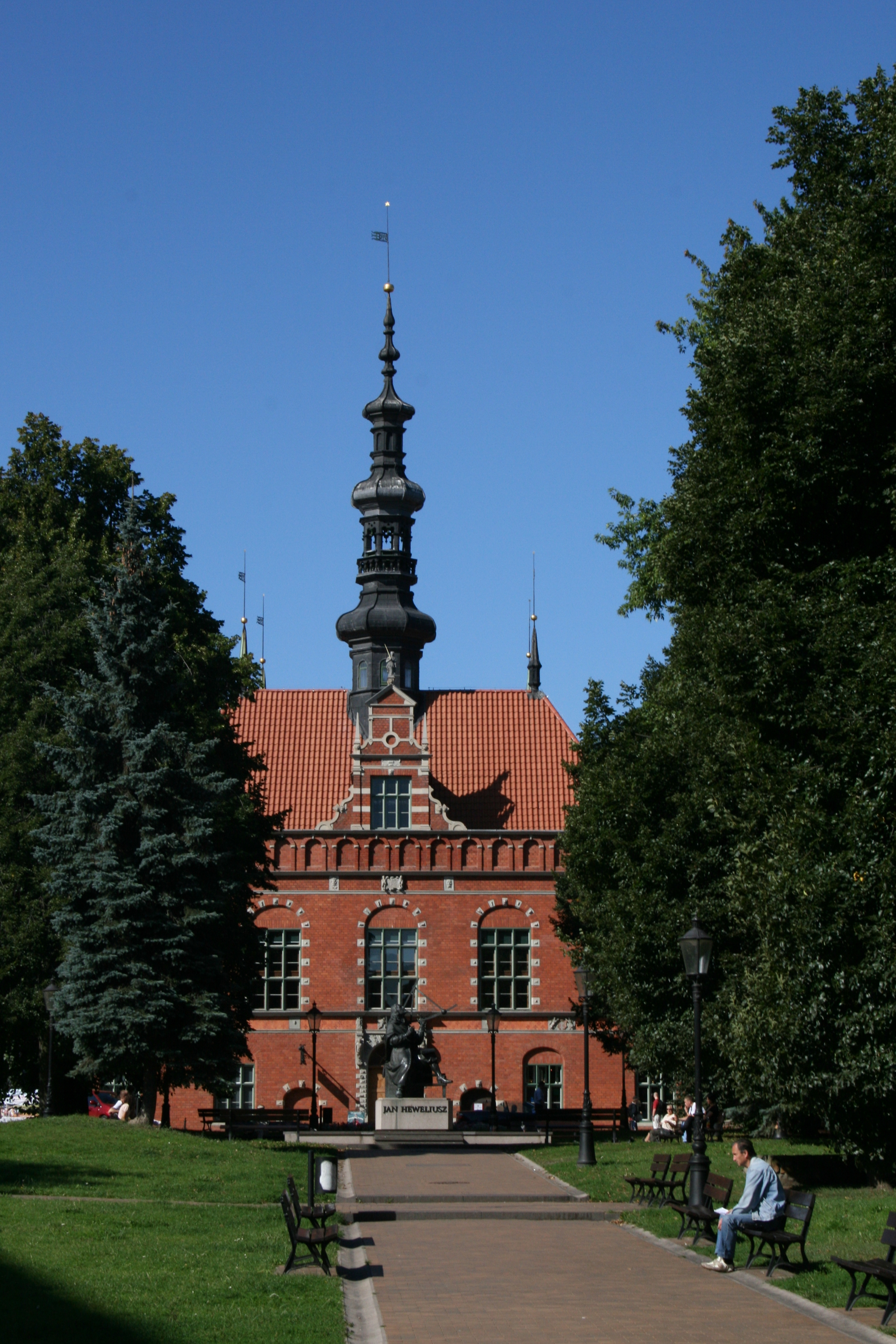
Oudestadsraadhuis

Het Oudestadsraadhuis van Gdańsk (Pools: Ratusz Starego Miasta, Duits: Altstädtisches Rathaus) is het raadhuis van het stadsdeel Oude Stad in de stad Gdańsk in de Poolse woiwodschap Pommeren. Het gebouw werd ontworpen door Anthonis van Obbergen en gebouwd in 1595.
Het raadhuis werd gebouwd in de stijl van het Nederlandse maniërisme. Het bijna vierkantige gebouw heeft een slanke toren. Op de fries tussen beiden etages is het wapenschild van Polen, Pruisen en Gdańsk afgebeeld. De bekendste burgemeester die in het raadhuis zetelde was astronoom Johannes Hevelius.
Tijdens het Pommerenoffensief werd een groot deel van de toen nog Duitse stad Danzig verwoest, maar het raadhuis bleef gespaard. Tegenwoordig is er een boekhandel, café, cultuurcentrum en galerij in het oude raadhuis.
- Gemeinsame Normdatei: 4443663-4
- Virtual International Authority File: 294838633
- WorldCat: E39PBJdRwxkxpHDTMXc8kmP84q